# Henry de Dorlodot
Henry de Dorlodot (Marchienne-au-Pont, 15 augustus 1855 - Leuven, 4 januari 1929) was een Belgisch kanunnik, theoloog, stratigraaf en paleontoloog. De Dorlodot deed vooral onderzoek naar de fossielen en stratigrafie van het Belgische Paleozoïcum, met name in de Ardennen. Hij verdedigde het theïstisch evolutionisme in weerwil van de clerus in Rome.

## Loopbaan
Na in 1885 gepromoveerd te zijn in de theologie ging De Dorlodot les geven aan de seminarie van Namen. In zijn vrije tijd studeerde hij natuurlijke historie. In 1890 werd hij als docent kosmologie aangesteld aan het Hoger Instituut voor Wijsbegeerte van de Katholieke Universiteit Leuven, een baan die hij echter spoedig op moest geven vanwege een meningsverschil met Désiré-Joseph Mercier, de oprichter en decaan van het instituut.
In 1894 werd De Dorlodot aangesteld als hoogleraar geologie en paleontologie aan de Faculteit der Wetenschappen te Leuven. Hij kan in Leuven als de oprichter van de paleontologie worden beschouwd. Hij werkte samen met onder andere Charles-Louis de La Vallée Poussin, de eerste hoogleraar geologie in Leuven, de scheikundige Louis Henry en de bioloog Jean-Baptiste Carnoy.
De Dorlodot was een bekend aanhanger van de evolutietheorie van Charles Darwin. Hij vond deze theorie verenigbaar met de katholieke leer en schreef hier een boek over (Le Darwinisme au point de vue de l'orthodoxie chrétienne). Hij onderhield contact met de bekende theïstische evolutionist Pierre Teilhard de Chardin maar kreeg vanwege zijn zienswijze een conflict met de kerk. Hij volhardde ondanks druk uit Rome echter in zijn zienswijze.

## Woning
Het huis van professor kanunnik de Dorlodot bevond zich in de Charles de Bériotstraat in Leuven. Het heeft aan de voorzijde een mooi zicht op het Leuvense stadspark, aan de achterzijde op de gebouwen van de Faculteit Godgeleerdheid en de Sint-Michielskerk. Het is een classicistische woning uit de achttiende eeuw. Het huis is binnenin rijkelijk versierd met veelvuldige beschilderingen en mooie houten lambriseringen.
Het gebouw, Huis de Dorlodot genoemd, wordt nu gebruikt als vestigingsplaats van het LICOS Centre for Institutions and Economic Performance, binnen de Faculteit Economie en Bedrijfswetenschappen van de Katholieke Universiteit Leuven.